# Cyclopina kieferi
Cyclopina kieferi – gatunek widłonoga z rodziny Cyclopinidae. Nazwa naukowa tego gatunku skorupiaków została opublikowana w 1936 roku przez niemieckiego hydrobiologa Hansa Wolfganga Schäfera.